# Edimar
Edimar Curitiba Fraga (n. 21 mai 1986 în Cachoeiro de Itapemirim), cunoscut ca Edimar, este un fotbalist brazilian, care joacă pentru Cruzeiro.

## Titluri
| Sezon   | Club          | Titlu  |
| ------- | ------------- | ------ |
| 2009-10 | CFR 1907 Cluj | Liga I |